# 国立文化宮殿
国立文化宮殿（こくりつぶんかきゅうでん、ブルガリア語: Национален дворец на културата, Natsionalen dvorets na kulturata、略称NDK）は、ブルガリアの首都ソフィアにある文化施設であり、南東ヨーロッパ最大のコンベンションセンターである。

## 概要
NDKはトドル・ジフコフの娘であるリュドミーラ・ジフコヴァ（Lyudmila Zhivkova）の発案、支援により1981年3月31日に落成。最大のホール1は3380席収容。主にコンサートやオペラ、バレエ、国際会議などに対応している。